# نولان أبيض عتيق
نولان أبيض عتيق (الاسم العلمي:Nolana incana) هو نوع نباتي يتبع جنس النولان من فصيلة الباذنجانية.